# Cmentarz miejski
Cmentarz Miejski
- w znaczeniu ogólnym: cmentarz na terenie miasta, dla mieszkańców miasta
- w znaczeniu ścisłym: cmentarz będący własnością i w administracji miasta lub przedsiębiorstwa komunalnego, bezwyznaniowy